# سفينة مرافقة الفئة اف
سفن مرافقة الفئة F فئة مرافقة الأسطول (Flottenbegleiter) المستخدمة من قبل كريغسمارينه خلال الحرب العالمية الثانية. تم بناء عشر سفن في المجموع، من نوع مماثل تقريبا للفرقاطات البريطانية أو مرافقين للمدمرة الأمريكية. كانوا الفئة الوحيدة من السفن التي بنتها كريغسمارينه. لم يتم إعطاء أسماء للسفن العشر، لكن تم تعيينها من F1 إلى F10.

## الاستخدام والإدارة
باستثناء أسطول الخدمة والقوافل بين عامي 1939 و1941 ، أمضوا معظم الحرب في استخدام كtenders أو سفن تدريب على للغواصات. بين عامي 1943 و1945، تم تجميع السفن المرافقة في خمسة أساطيل مرافقة معززة بمراكب مدنية محولة بالإضافة إلى زوارق طوربيد من برنامج Torpedoboot Ausland.

## السفن

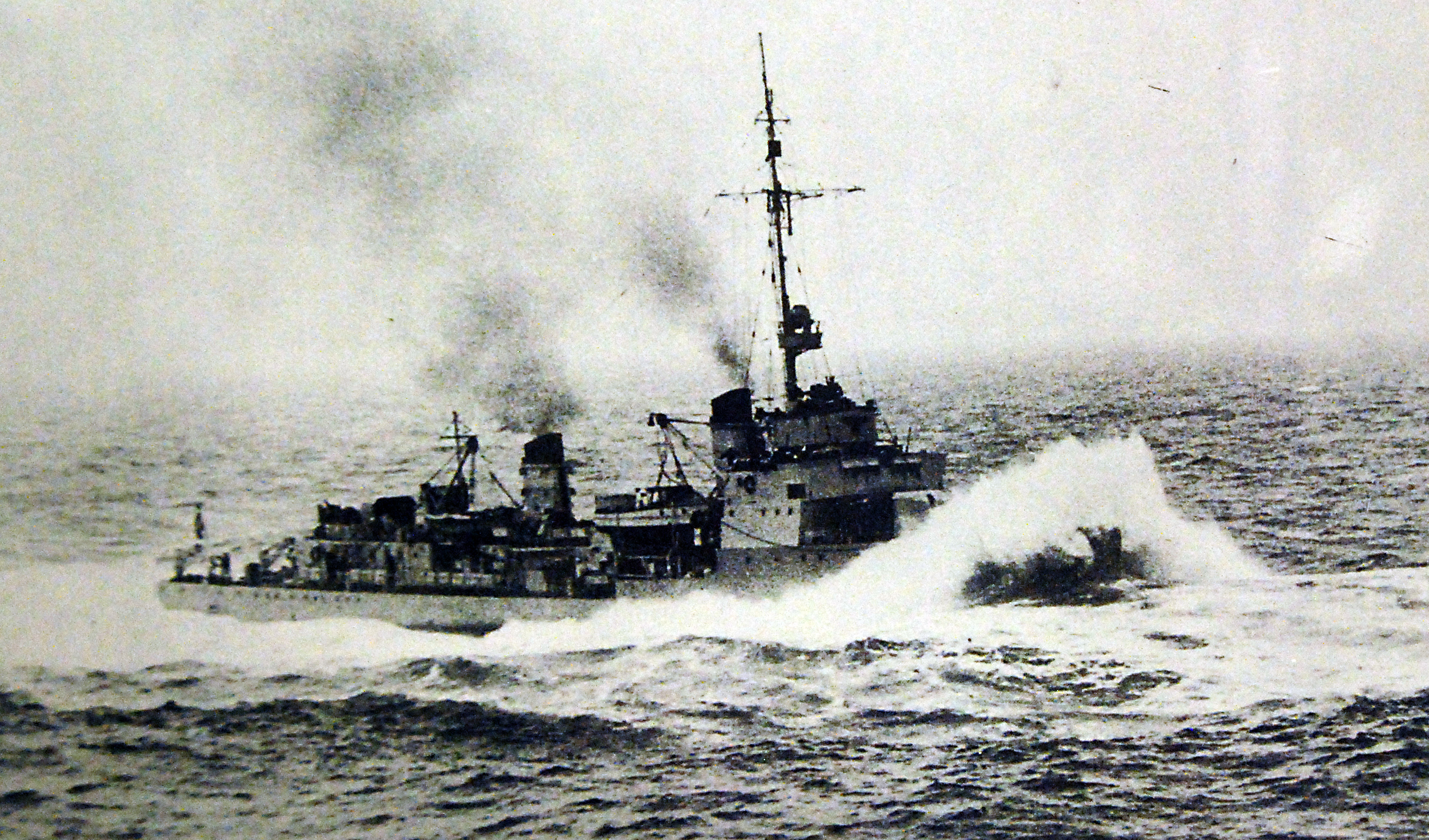
سفينة من طراز F في طقس شديد

## روابط خارجية
- صفحة من الألمانية navy.de
- الألمانية مرافقة سفينة من الدرجة F Warshipsww2. الاتحاد الأوروبي